# زاخلومی (ناحیه وستی ناد اورلیتسی)
زاخلومی (به چکی: Záchlumí) یک منطقهٔ مسکونی در جمهوری چک است که در ناحیه اوستی ناد اورلیتسی واقع شده‌است. زاخلومی ۸۰۳ نفر جمعیت دارد.